# Władysław Krzyżanowski (sportowiec)

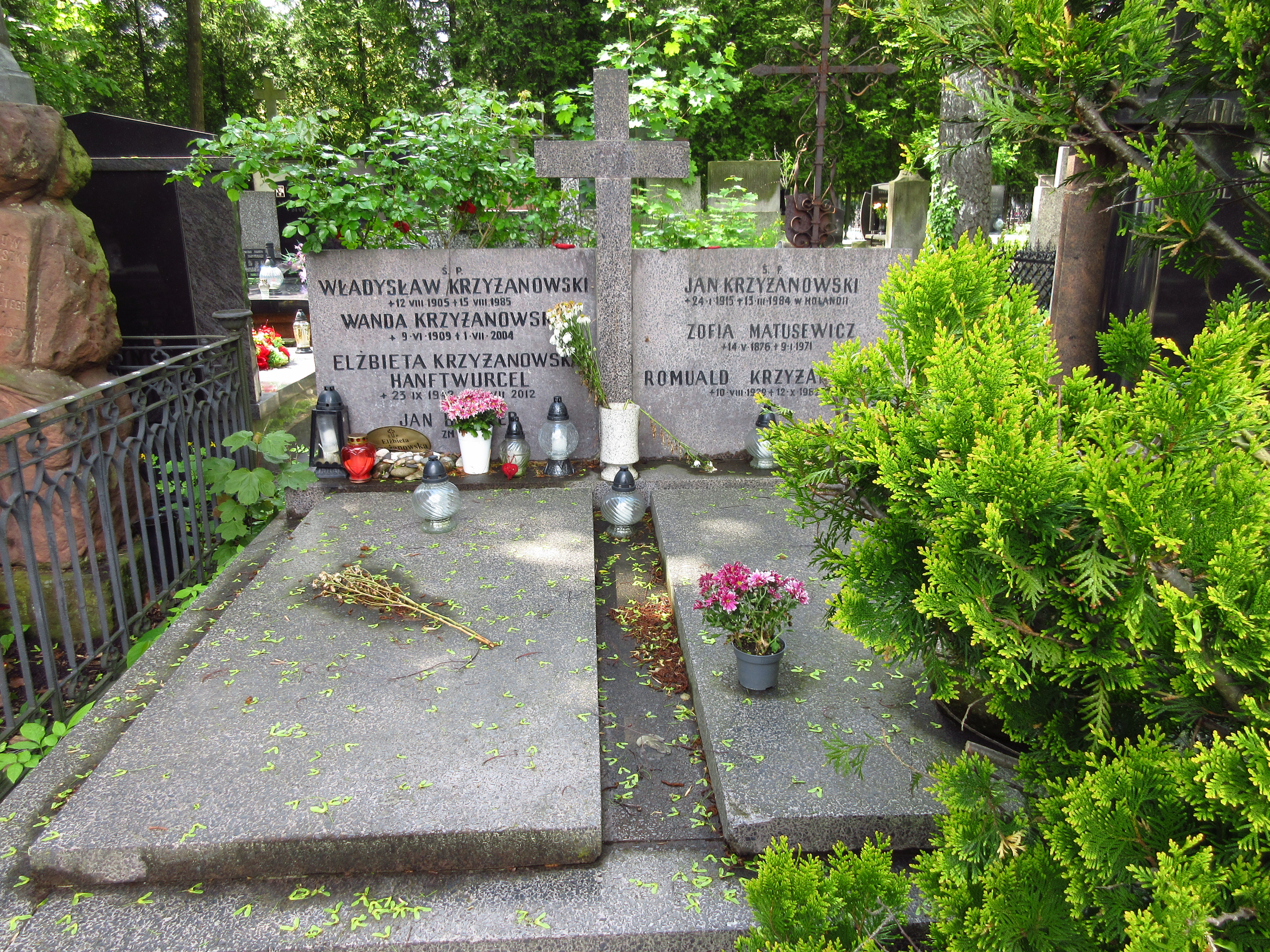
Grób Władysława Krzyżanowskiego na cmentarzu Bródnowskim

 Władysław Krzyżanowski (ur. 12 sierpnia 1905 w Mińsku, zm. 15 sierpnia 1985 w Warszawie) – polski żeglarz, olimpijczyk z Amsterdamu 1928. Zawodnik WKW Warszawa.
Na igrzyskach olimpijskich w 1928 roku wystąpił w jednym wyścigu łódek jednoosobowych (w którym zajął 8. miejsce). W kolejnych wyścigach został zastąpiony przez Adama Wolffa. Polacy zostali sklasyfikowani na 18. miejscu.
Pochowany na cmentarzu Bródnowskim (Kw. 4A, rząd I, grób 13).